# Tom Sizemore
Thomas Edward Sizemore , Jr., detto Tom (Detroit, 29 novembre 1961 – Burbank, 3 marzo 2023), è stato un attore, produttore cinematografico e cantante statunitense.
È conosciuto al grande pubblico per il ruolo del poliziotto scrittore ed assassino Jack Scagnetti nel film Assassini nati - Natural Born Killers. Altri suoi ruoli famosi includono il sergente Michael Horvath nel film di guerra Salvate il soldato Ryan, il tenente colonnello Danny McKnight in Black Hawk Down, il detenuto Dallas in Sorvegliato speciale e il rapinatore Michael Cheritto in Heat - La sfida; ha, inoltre, prestato la voce a Sonny Forelli, antagonista principale del famoso videogioco Grand Theft Auto: Vice City.

## Biografia
Nato a Detroit nel Michigan, Sizemore si diploma in recitazione alla Wayne State University e si laurea alla Temple University di Filadelfia in teatro. Si trasferisce poi a New York, dove si mantiene facendo il cameriere in un ristorante del World Trade Center e parallelamente prende parte a molti spettacoli teatrali off-Broadway. Durante le riprese del film Assassini nati - Natural Born Killers nel 1994 l'attore si è rotto inavvertitamente il naso in una scena d'azione con Juliette Lewis.
Nel 1996 l'attore si è sposato con l'attrice Maeve Quinlan, ma nel 1999 è arrivato il divorzio; l'attore poi è stato fidanzato con la maitresse di Hollywood Heidi Fleiss; dal 2003 al 2006 è stato legato a Janelle McIntire da cui ha avuto due figli gemelli, Jayden e Jagger, nati nel 2005; sembra inoltre che l'attore abbia avuto due brevi relazioni sentimentali con la modella e attrice inglese Elizabeth Hurley conosciuta nel 1992 sul set del film d'azione Passenger 57 - Terrore ad alta quota e con l'ereditiera Paris Hilton.
Nel 2005 l'attore ha girato un filmino porno uscito poi in rete il 18 agosto 2005; il nastro venne diffuso da una compagnia chiamata "ifreeLoader". Nello stesso anno l'attore è stato incriminato per avere truccato un esame delle urine ricorrendo a un pene finto collegato a un piccolo serbatoio nascosto nei pantaloni. Nel 2013 è uscito un libro che ripercorre tutta la vita dell'attore in ambito sia personale che cinematografico. Sizemore inoltre è il cantante della rock band Day 8; formata nel 2002 la band ha inciso quattro canzoni prodotte dall'ex chitarrista dei Soulfly Mikey Doling; la rock band è composta inoltre da Rod Castro, Alan Muffterson, Tyrone Tomke e infine Michael Taylor. L'attore ha tre fratelli: Charlie, Aaron che fa lo scrittore e vive a Detroit e Paul attore anche lui.
È stato inoltre padrino di Hudson, figlio dell'attore Michael Madsen.
Il 18 febbraio 2023, mentre era nella sua casa a Los Angeles, è stato colpito da aneurisma cerebrale ed è stato prontamente ricoverato in ospedale in gravi condizioni. È deceduto il 3 marzo, al St Joseph's Hospital di Burbank all'età di 61 anni.

### Carriera
Nella sua carriera l'attore ha preso parte a film come: il drammatico Sorvegliato speciale (1989) accanto a Sylvester Stallone, il film di guerra/drammatico Nato il quattro luglio (1989) con Tom Cruise, il teso thriller Blue Steel (1990) con Jamie Lee Curtis, il film d'azione Point Break - Punto di rottura (1991) con Keanu Reeves, il film d'azione Passenger 57 - Terrore ad alta quota (1992) accanto a Wesley Snipes, il tarantiniano Una vita al massimo (1993) con Christian Slater, e Assassini nati (1994) di Oliver Stone dove interpreta il suo ruolo più famoso: il poliziotto scrittore e assassino Jack Scagnetti.
Inoltre ha lavorato in altri film famosissimi come Heat - La sfida (1995) accanto ad Al Pacino e Robert De Niro, l'horror fantascientifico Relic - L'evoluzione del terrore (1997) dove recita da protagonista, e soprattutto Salvate il soldato Ryan (1998) di Steven Spielberg assieme a Tom Hanks e nel film Al di là della vita (1999) con Nicolas Cage; nel nuovo millennio appare in film come Pianeta rosso (2000) con Val Kilmer, e Black Hawk Down - Black Hawk abbattuto (2001) diretto da Ridley Scott, mentre negli ultimi anni ha recitato perlopiù a progetti indipendenti che lo hanno visto sempre protagonista come ad esempio il film d'azione Ticker (2001) con Steven Seagal, il poliziesco La truffa perfetta (2002) con Sherilyn Fenn, il thriller Paparazzi (2004) con Dennis Farina, il film poliziesco Splinter (2006) con Edward James Olmos, e il drammatico Una vita spezzata (2008) con Ving Rhames.
Nel 2011 è nel fantascientifico Cross (2011), mentre nel 2013 fu nel film di guerra Company of Heroes; nel 2014 invece l'attore ha girato con il regista olandese Roel Reiné il film di guerra Dietro le linee nemiche - Seal Team 8; nel 2015 ha un ruolo di supporto nel film thriller The Intruders accanto a Miranda Cosgrove, mentre negli anni seguenti l'attore statunitense partecipa a molti film indipendenti fra i quali si segnalano il film drammatico USS Indianapolis del 2016 con Nicolas Cage, il thriller politico The Silent Man del 2017 con Liam Neeson e l'horror a basso costo Nazi Overlord del 2018 con Dominique Swain.
Ha anche recitato in diversi episodi di svariate serie televisive, come China Beach, Robbery Homicide Division dove è protagonista, Crash, CSI: Miami, Southland, C'è sempre il sole a Philadelphia, Hawaii Five-0, Perception, Law & Order - Unità vittime speciali e nei film TV Dopo la gloria (1992), L'occhio gelido del testimone (1999) accanto a Forest Whitaker, e infine Pete Rose: Una leggenda nella polvere (2004). Importante il suo ruolo televisivo nella serie TV The Red Road (2014) dove reciterà anche nella seconda stagione.

## Problemi legali
L'attore ha avuto svariati problemi con la legge dovuti soprattutto al possesso e abuso di droga: nel 1996 sposò l'attrice di soap opera Maeve Quinlan che, nel 1997, lo denunciò per averla picchiata durante una lite nel loro appartamento. Nel 2001 fu costretto a scendere da un aereo a seguito di una lite con uno steward che, vistosi negare un autografo, aveva rifiutato di servire all'attore un drink. Nel 2002 fu arrestato con l'accusa di aver picchiato una donna nel suo appartamento durante una discussione. Nel 2003 analogo episodio con un'altra donna che accusò l'attore di averla colpita dopo una discussione nella casa della star durante una festa. Nel 2004 fu arrestato dopo che la polizia, in una perquisizione del suo appartamento, aveva trovato della droga.
Sizemore, che ha combattuto a lungo la dipendenza da droga, venne coinvolto nel 2003 in una violenta lite con la sua ex ragazza, Heidi Fleiss. Nel marzo 2005 fu condannato a 17 mesi di reclusione e quattro mesi in terapia anti-droga per aver fallito ripetutamente i test anti-stupefacenti. Nel successivo mese di giugno 2005, l'attore partecipò a un processo habeas corpus per dimostrare alla giuria di essere cambiato dall'episodio di violenza contro la sua ragazza.
L'attore accusò Fleiss di aver falsificato la foto delle sue ferite che era stata mostrata come prova durante il processo dell'aprile 2003. Fleiss ammise che la foto era stata scattata dall'amica Tara Dabrizzi, poi trasferitasi in un altro Stato. Dabrizzi non comparve mai e gli avvocati di Sizemore dissero di non essere mai stati in grado di rintracciare qualcuno con quel nome. Fleiss, ex fidanzata di Sizemore, si contraddisse al processo civile dicendo di non sapere chi avesse scattato la foto, in netto contrasto con quanto aveva dichiarato poco prima.
Sizemore ebbe altri problemi con la legge. Fu arrestato perché aveva usato un pene finto nei suoi boxer, pieno di un campione di urina pulita che serviva a falsificare i suoi test anti-droga. La temperatura dell'urina presa dai poliziotti che lo avevano fermato era troppo fredda, così gli agenti gli chiesero di abbassarsi i pantaloni. Sizemore era stato arrestato già una volta per aver provato a usare un espediente simile, venduto in Internet sotto il nome di "Whizzinator"; aveva fallito i test anti-stupefacenti già cinque volte. Sizemore fallì due test anti-droga nei giorni seguenti all'incidente con il pene finto, mostrando che nel suo corpo circolava metanfetamina.
L'8 maggio 2007 fu arrestato a Bakersfield in California per possesso di anfetamina e il 25 giugno 2007 fu condannato a un anno e quattro mesi di prigione, pena poi ridotta a nove mesi di prigione. Venne rilasciato il 10 dicembre 2007. L'attore fu poi indagato dalla polizia di Los Angeles per un suo presunto coinvolgimento in una rapina effettuata in un negozio di cellulari. Il 7 agosto 2009 fu ancora arrestato con l'accusa di violenza domestica, accusato dalla fidanzata; successivamente venne rilasciato dopo aver pagato una cauzione di 20 000 dollari. Nel maggio 2011 l'attore fu interrogato dalla polizia in merito alla scomparsa della sua fidanzata Megan Wren; la donna venne poi ritrovata viva in una casa nei dintorni di Los Angeles. Il 20 settembre 2011 fu nuovamente tratto in arresto per la mancata partecipazione ad un'udienza per il processo relativo al suo arresto per aggressione nel 2009; l'attore tornò libero dietro pagamento di una cauzione di 26 000 dollari.
Il 19 luglio 2016 l'attore fu nuovamente arrestato con l'accusa di violenza domestica e per aver aggredito la fidanzata; fu rilasciato dopo aver pagato 25 000 dollari di cauzione. Il 14 gennaio 2019 fu arrestato per possesso di droga, poi rilasciato su cauzione. L'attore fu poi arrestato nuovamente per guida sotto l'effetto di stupefacenti il 24 gennaio 2020.

## Filmografia parziale

### Cinema
- Blue Steel - Bersaglio mortale (Blue Steel), regia di Kathryn Bigelow (1989)
- Sorvegliato speciale (Lock Up), regia di John Flynn (1989)
- Brusco risveglio (Rude Awakening), regia di David Greenwalt (1989)
- Con la morte non si scherza (Penn & Teller Get Killed), regia di Arthur Penn (1989)
- Nato il quattro luglio (Born on the Fourth of July), regia di Oliver Stone (1989)
- A tutto rock (A Matter of Degrees), regia di W.T. Morgan (1990)
- L'ultimo attacco (Flight of the Intruder), regia di John Milius (1991)
- Indiziato di reato - Guilty by Suspicion (Guilty by Suspicion), regia di Irwin Winkler (1991)
- Point Break - Punto di rottura (Point Break), regia di Kathryn Bigelow (1991)
- Harley Davidson & Marlboro Man, regia di Simon Wincer (1991)
- Bad love, regia di Jill Goldman (1992)
- Diario di un assassino (Where Sleeping Dogs Lie), regia di Charles Finch (1992)
- Passenger 57 - Terrore ad alta quota (Passenger 57), regia di Kevin Hooks (1992)
- 4 fantasmi per un sogno (Heart and Souls), regia di Blair Underwood (1993)
- Una vita al massimo (True Romance), regia di Tony Scott (1993)
- Impatto imminente (Striking Distance), regia di Rowdy Herrington (1993)
- Wyatt Earp, regia di Lawrence Kasdan (1994)
- Assassini nati - Natural Born Killers (Natural Born Killers), regia di Oliver Stone (1994)
- Il diavolo in blu (Devil in a Blue Dress), regia di Carl Franklin (1995)
- Strange Days, regia di Kathryn Bigelow (1995)
- Heat - La sfida (Heat), regia di Michael Mann (1995)
- Relic - L'evoluzione del terrore (Relic), regia di Peter Hyams (1997)
- Salvate il soldato Ryan (Saving Private Ryan), regia di Steven Spielberg (1998)
- Nemico pubblico (Enemy of the State), regia di Tony Scott (1998)
- Partita col destino (The Florentine), regia di Nick Stagliano (1999)
- The Match, regia di Mick Davis (1999)
- Al di là della vita (Bringing Out the Dead), regia di Martin Scorsese (1999)
- Incontriamoci a Las Vegas (Play It to the Bone), regia di Ron Shelton (1999)
- Pianeta rosso (Red Planet), regia di Antony Hoffman (2000)
- Pearl Harbor, regia di Michael Bay (2001)
- Ticker - Esplosione finale (Ticker), regia di Albert Pyun (2001)
- Black Hawk Down - Black Hawk abbattuto (Black Hawk Down), regia di Ridley Scott (2001)
- Big Trouble - Una valigia piena di guai (Big Trouble), regia di Barry Sonnenfeld (2002)
- La truffa perfetta (Swindle), regia di K.C. Bascombe (2002)
- L'acchiappasogni (Dreamcatcher), regia di Lawrence Kasdan (2003)
- Scatto mortale - Paparazzi, regia di Paul Abascal (2004)
- Piggy Banks, regia di Morgan J.Freeman (2005)
- Dark Memories - Ricordi terrificanti (Ring Around the Rosie), regia di Rubi Zach (2006)
- Splinter, regia di Michael D.Olmos (2006)
- Zyzzyx Road, regia di John Penney (2006)
- Una vita spezzata (A Broken Life), regia di Neil Coombs (2007)
- Bottom Feeder, regia di Randy Daudlin (2007)
- La prigione maledetta (Furnace), regia di William Butler (2007)
- The Flyboys, regia di Rocco DeWilliers (2008)
- Red, regia di Trygve Allister Diesen e Lucky McKee (2008)
- Black Gold: Struggle for the Niger Delta, regia di Jeta Amata (2011)
- Cross, regia di Patrick Durham (2011)
- Company of Heroes, regia di Don Michael Paul (2013)
- Five Hour Friends, regia di Theo Davies (2013)
- Dietro le linee nemiche - Seal Team 8, regia di Roel Reiné (2014)
- Bordering (Bordering on Bad Behavior), regia di Jac Mulder (2014)
- Reach Me - La strada per il successo (Reach Me), regia di John Herzfeld (2014)
- The Intruders, regia di Adam Massey (2015)
- The Bronx Bull, regia di Martin Guigui (2016)
- Weaponized, regia di Timothy Woodward Jr. (2016)
- Crossing Point - I signori della droga, regia di Daniel Zirilli (2016)
- USS Indianapolis (USS Indianapolis: Men of Courage), regia di Mario Van Peebles (2016)
- Operazione Valchiria 2 - L'alba del Quarto Reich (Beyond Valkyrie: Dawn of the 4th Reich), regia di Claudio Fäh (2016)
- Cross Wars, regia di Patrick Durham (2017)
- The Immortal Wars, regia di Joe Lujan (2017)
- The Silent Man (Mark Felt: The Man Who Brought Down the White House), regia di Peter Landesman (2017)
- Nazi Overlord, regia di Rob Pallatina (2018)
- Cross 3 - Pericolo a Los Angeles, regia di Patrick Durham (2019)
- Adam, regia di Michael Uppendahl (2020)
- Apocalisse di ghiaccio (Apocalypse of Ice), regia di Maximilian Elfeldt (2020)

### Televisione
- China Beach – serie TV, 6 episodi (1989-1990)
- Dopo la gloria (An American Story), regia di John Gray – film TV (1992)
- L'occhio gelido del testimone (Witness Protection), regia di Richard Pearce – film TV (1999)
- Robbery Homicide Division – serie TV, 13 episodi (2002-2003)
- Pete Rose: Una leggenda nella polvere (Hustle), regia di Peter Bogdanovich – film TV (2004)
- Dr. Vegas – serie TV, 6 episodi (2004-2006)
- Crash – serie TV, 5 episodi (2008-2009)
- CSI: Miami – serie TV, episodio 6x20 (2008)
- Southland – serie TV, episodio 6x03 (2009)
- C'è sempre il sole a Philadelphia (It's Always Sunny in Philadelphia) – serie TV, episodio 6x11 (2010)
- Hawaii Five-0 – serie TV, 5 episodi (2011-2012)
- Perception – serie TV, episodio 1x07 (2012)
- Law & Order - Unità vittime speciali (Law & Order: Special Victims Unit) – serie TV, episodio 14x05-17x09 (2012, 2015)
- The Red Road – serie TV, 7 episodi (2014-2015)
- Shooter – serie TV, 6 episodi (2016-2017)
- Lucifer – serie TV, episodio 1x06 (2016)
- Twin Peaks – serie TV, 6 episodi (2017)
- Barbee Rehab – serie TV, 7 episodi (2023)

## Riconoscimenti
- Golden Globe
  - 2000 – Candidatura alla miglior mini-serie o film per la televisione per L'occhio gelido del testimone

- Blockbuster Entertainment Awards
  - 1998 – Candidatura al miglior attore in un film horror per Relic - L'evoluzione del terrore

- Satellite Award
  - 1998 – Candidatura al miglior attore non protagonista per Salvate il soldato Ryan

- Saturn Award
  - 1994 – Candidatura al miglior attore non protagonista per 4 fantasmi per un sogno

## Doppiatori italiani
Nelle versioni in italiano delle opere in cui ha recitato, Tom Sizemore è stato doppiato da:
- Pasquale Anselmo in Law & Order - Unità vittime speciali, Big Trouble - Una valigia piena di guai, Robbery Homicide Division, Pete Rose: Una leggenda nella polvere, Crash, Lucifer, The Silent Man, Twin Peaks, Apocalisse di ghiaccio
- Francesco Pannofino in 4 fantasmi per un sogno, Impatto imminente, Pianeta rosso, Scatto mortale - Paparazzi
- Massimo Corvo in Assassini nati - Natural Born Killers, Strange Days, Relic - L'evoluzione del terrore
- Antonio Sanna in Wyatt Earp, L'acchiappasogni
- Roberto Stocchi in Al di là della vita, Incontriamoci a Las Vegas
- Saverio Indrio ne L'occhio gelido del testimone, Weaponized
- Paolo Marchese in C'è sempre il sole a Philadelphia, USS Indianapolis
- Roberto Draghetti in Hawaii Five-0, Company of Heroes
- Stefano De Sando in CSI: Miami, Shooter
- Marco Mete in Sorvegliato speciale
- Massimiliano Virgilii in Nato il quattro luglio
- Giorgio Bonino in L'ultimo attacco
- Massimo Rinaldi in Point Break - Punto di rottura
- Massimo Lodolo in Harley Davidson & Marlboro Man
- Mino Caprio in Passenger 57 - Terrore ad alta quota
- Luca Biagini in Dopo la gloria
- Fabrizio Pucci in Una vita al massimo
- Michele Gammino ne Il diavolo in blu
- Claudio Fattoretto in Heat - La sfida
- Roberto Pedicini in Salvate il soldato Ryan
- Ermanno Ribaudo in Nemico pubblico
- Raffaele Farina in The Match
- Massimo De Ambrosis in Pearl Harbor
- Massimo Rossi in Ticker - Esplosione finale
- Angelo Nicotra in Black Hawk Down - Black Hawk abbattuto
- Pierluigi Astore ne La truffa perfetta
- Simone Mori in Dark Memories - Ricordi terrificanti
- Gianni Gaude in Splinter
- Franco Mannella in Perception
- Ambrogio Colombo in Bordering
- Mario Cordova in Cross Wars
- Massimiliano Lotti in Nazi Overlord

Da doppiatore è sostituito da:
- Riccardo Rovatti in 24: The Game